# Tiszteletbeli Leopárd
A Tiszteletbeli Leopárd a locarnói Nemzetközi Filmfesztivál díja, melyet 1989-ben alapítottak. Az elismeréssel azokat a filmkészítőket kívánják díjazni, akik jelentősen hozzájárultak a kortárs filmművészethez.

## Díjazottak
- 1989 – Ennio Morricone
- 1990 – Gian Maria Volonté
- 1991 – Jacques Rivette
- 1992 – Manoel de Oliveira
- 1993 – Samuel Fuller
- 1994 – Kira Muratova
- 1995 – Jean-Luc Godard
- 1996 – Werner Schroeter
- 1997 – Bernardo Bertolucci
- 1998 – Joe Dante és Freddy Buache
- 1999 – Daniel Schmid
- 2000 – Paul Verhoeven és Paolo Villaggio
- 2001 – Sundance Intézet
- 2002 – Sydney Pollack
- 2003 – Ken Loach
- 2004 – Ermanno Olmi
- 2005 – Terry Gilliam, Abbas Kiarostami és Wim Wenders
- 2006 – Alekszandr Szokurov
- 2007 – Hou Hsiao-Hsien
- 2008 – Amos Gitai
- 2009 – William Friedkin
- 2010 – JIA Zhang-ke és Alain Tanner
- 2011 – Abel Ferrara
- 2012 – Leos Carax
- 2013 – Werner Herzog
- 2014 – Agnès Varda
- 2015 – Marco Bellocchio és Michael Cimino
- 2016 – Mario Adorf és Alejandro Jodorowsky
- 2017 – Todd Haynes és Jean-Marie Straub
- 2018 – Bruno Dumont
- 2019 – John Waters
- 2021 – John Landis
- 2022 - Kelly Reichardt
- 2023 - Harmony Korine